# امیلی لوید
امیلی لوید (انگلیسی: Emily Lloyd؛ زادهٔ ۲۹ سپتامبر ۱۹۷۰) یک هنرپیشه اهل بریتانیا است.
از فیلم‌های معروف او می‌توان به در کشور، به سارایوو خوش آمدید، شیکاگو جو و دختر نمایش، سوزاننده‌ها، دختر مرده و وقتی شنبه می‌آید اشاره کرد.